# Вільгельм Шепман
Вільгельм Шепман (17 червня 1894 , Winz-Baakd, Королівство Пруссія  — 26 липня 1970 , Гіфгорн, Нижня Саксонія ) — державний і партійний діяч Третього Рейху, з 2 травня 1943 року виконував обов'язки начальника штабу СА в званні обергруппенфюрера СА, з 9 листопада 1943 начальник штабу СА, рейхсляйтер.

## Життєпис
Після закінчення педагогічного училища працював учителем початкової школи у Хаттінгені. Брав участь у Першій світовій війні в складі 7-го Вестфальського єгерського батальйону. Спершу як ротний командир (лейтенант- резервіст), потім як ад'ютант батальйону і як дисциплінарний офіцер (нім. Gerichtsoffizier). Під час війни він був тричі поранений, двічі важко.
У 1925 році вступив до НСДАП (партійний білет № 26.762). У 1928 році був керівником штурмовиків Хаттінгену. У 1931 році Шепман кидає вчителювання і повністю занурюється у працю в СА, ставши головою підгрупи СА «Вестфалія-Південь» у званні оберфюрера СА. З листопада 1932 року, очолив групу СА «Вестфалія».
У квітні 1934 року отримав звання групенфюрера СА, а 9 листопада 1936 — обергруппенфюрера СА. З квітня 1934 — керівник (фюрер) 10-ї обер-групи СА «Вестфален-Нижній Рейн», з листопада 1934 по травень 1943 — також і групи СА «Саксонія». У лютому 1933 року був призначений Поліцай-президентом Дортмунда. Член (депутат) ландтагу Пруссії у 1932-33 роках, член (депутат) Рейхстагу з 12 листопада 1933 по 1945 роки.
Змінив Віктора Лютце на посаді начальника штабу СА, ставши останнім на цій посаді, займаючи її до самого краху Третього Рейху. Активно співпрацював з СС, унаслідок чого в його підпорядкування були передані великі військові з'єднання СС, включаючи 18-ту дивізію СС «Горст Вессель».
Після війни пройшов денацифікацію, займався політичною діяльністю, був членом міської ради Гаттінгену. У 1952 році був обраний до парламенту Нижньої Саксонії.

## Нагороди

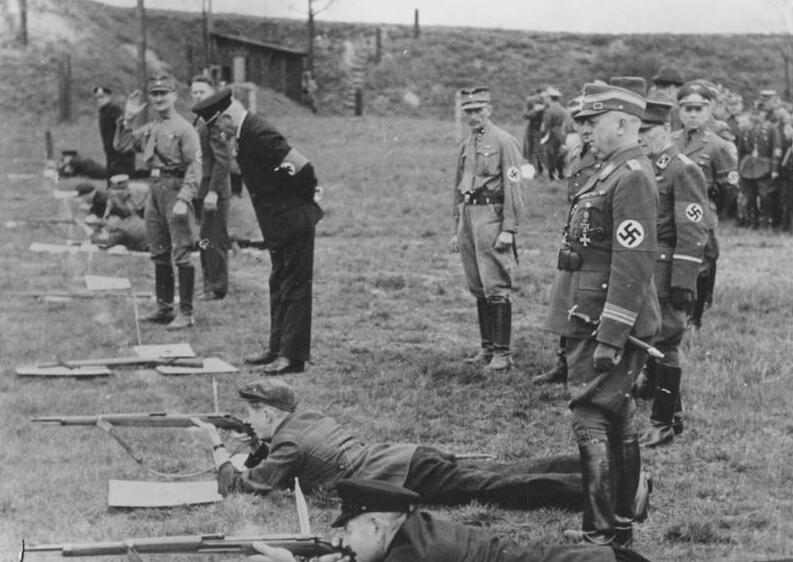
Вільгельм Шепман інспектує фольксштурм (1945)

### Перша світова війна
- Залізний Хрест 2-го класу
- Хрест «За вірну службу» (Шаумбург-Ліппе) (1917)
- Нагрудний знак «За поранення» в чорному

### Міжвоєнний період
- Почесний партійний знак «Нюрнберг 1929» (1929)
- Почесний кут старих бійців (лютий 1934) — у вересні того ж року замінений на почесну пов'язку СА.
- Золотий партійний знак НСДАП
- Почесний хрест ветерана війни з мечами (1934)
- Медаль «У пам'ять 13 березня 1938 року»
- Медаль «У пам'ять 1 жовтня 1938»

### Друга світова війна
- Хрест Воєнних заслуг 2-го і 1-го класу
- Медаль «За вислугу років в НСДАП» в бронзі, сріблі та золоті (25 років)
- Застібка до Залізного хреста 2-го класу
- Залізний Хрест 1-го класу